# Хейз, Люси
Люсиль (Люси) Уэр Уэбб-Хейз (англ. Lucille "Lucy" Ware Webb Hayes; 28 августа 1831 — 25 июня 1889) — жена президента Резерфорда Хейза и Первая леди США с 1877 по 1881 год. Историки окрестили Хейз «лимонадной Люси» из-за поддержки ею движения за воздержание. Однако, вопреки распространённому мнению, она никогда не называлась этим прозвищем и именно её муж запретил алкоголь в Белом доме.

## Биография
Хейз родилась в Чилликоте в Огайо в семье доктора Джеймса Уэбба и Марии Кук-Уэбб, потомков участников Американской революции. Когда Люси была ребёнком, умер отец. Вместе с матерью она переехала в Делавэр, Огайо, где в 1847 году встретила Резерфорда Хейза. В том же году Люси поступила в Уэслианский женский колледж (ныне Уэслианский университет Огайо), где была членом братства «Каппа-Каппа-Гамма». Хейз в это время проходил юридическую практику в Цинциннати. В июне 1851 года он сделал ей предложение.
30 декабря 1852 года состоялась свадьба Резерфорда Хейза и Люсиль Уэбб в доме матери невесты в Цинциннати, Огайо. После свадьбы пара провела медовый месяц в доме сестры жениха и шафера в Колумбусе, Огайо.
У супругов Хейз родилось восемь детей:
- Сардис Берчард Хейз (1853—1926) — юрист. Родился в Цинциннати, окончил в 1874 году Корнеллский университет и Гарвардскую юридическую школу в 1877 году. Поселился в Толидо, Огайо, где работал налоговым адвокатом.
- Джеймс Уэбб Кук Хейз (1856—1934) — военнослужащий, бизнесмен. Родился в Цинциннати, окончил Корнеллский университет и после стал секретарём отца. Во время Испано-американской войны служил на Кубе, в Пуэрто-Рико и на Филиппинах.
- Резерфорд Плетт Хейз (1858—1931) — библиотекарь. Родился в Цинциннати, обучался в Университете штата Мичиган, окончил в 1880 году Корнеллский университет и был аспирантом Бостонского технологического института. Работал банковским клерком во Фремонте, Огайо, но всю жизнь посвятил поддержанию библиотек. Участвовал в разработке курорта в Ашвилле, Северная Каролина.
- Джозеф Томпсон Хейз (1861—1863)
- Джордж Кук Хейз (1864—1866)
- Френсис Хейз-Смит (1867—1950) — родилась в Цинциннати, образование получила в частной школе для девочек в Фармингтоне, Коннектикут. В 1897 году вышла замуж за прапорщика Гарри Итона Смита.
- Скотт Рассел Хейз (1871—1923) — бизнесмен. Родился в Цинциннати, был исполнительным директором железнодорожной сервисной компании в Нью-Йорке.
- Меннинг Форс Хейз (1873—1874)

Противница рабства, Хейз поддержала решение мужа оставить партию вигов и перейти в антирабовладельческую республиканскую партии. Во время Гражданской войны часто посещала мужа в полях.

## Смерть
Люси Хейз умерла от инсульта 25 июня 1889 года. Была похоронена на кладбище Шпигель-Гров.